# Gyptidinae
Gyptidinae, podtribus Gyptidinae glavočika, dio tribusa Eupatorieae. Sastoji se od četiri roda.
Podtribus je opisan 1980.

## Rodovi
1. Gyptis (Cass.) Cass. (7 spp.)
2. Gyptidium R. M. King & H. Rob. (2 spp.)
3. Austroeupatorium R. M. King & H. Rob. (14 spp.)
4. Hatschbachiella R. M. King & H. Rob. (2 spp.)